# XDR DRAM
XDR DRAM (extreme data rate dynamic random access memory) は、DDR2 SDRAMに対抗するためにRDRAMの後継規格としてRambus、東芝、エルピーダメモリの3社によって発表されたDRAMの規格の一種である。2010年4月7日Rambus主催セミナーでロードマップの大幅変更がなされた。

## 特徴
1クロックで8ビット転送することによってデータ転送速度がベースクロックの8倍となる「ODR(Octal Data Rate)」技術 、低消費電力・ハイパフォーマンスを可能とする0.2Vの小振幅差動信号「DRSL(Differential Rambus Signaling Level) 」技術などを採用し、4.8GHz動作の製品は、9.6GB/sのデータ転送速度を実現し、DDR2-800メモリの 転送速度と比較して約6倍である。

## スペック
- 動作クロック - 400/500/600/800MHz
- 転送レート - 3.2/4.0/4.8/6.4GHz,(7.2GHz)
- 動作電圧 - 1.8V,(1.5V)

()は2010年4月、ロードマップ変更後の追加された規格

## 採用例
- ソニー・コンピュータエンタテインメントのプレイステーション3 - PS3に搭載されているXDR DRAMは、データ伝送速度が3.2Gビット/秒でデータバス幅が16bitの512Mビット品である。PS3ではこのメモリを4個搭載し，合計容量は256MB、64ビットでパラレル伝送する。これにより、3.2Gビット/秒×64ビット=約25.6Gバイト/秒のメモリ帯域を実現。現在、PS3向けにXDR DRAMを供給しているのは，エルピーダメモリと韓国サムスン電子の2社である [3]。2010年のPS3本体CECH-2100シリーズより、データバス幅が32bitの1Gビット品であるメモリ[4]を2個に集約した。1デバイスで最大28.8Gバイト/秒のデータ転送レートを実現。

## 参照
1. ↑  PC Watch ラムバス、デザインセミナIn東京を開催
2. ↑  エルピーダがラムバスのXDRメモリアーキテクチャを採用した世界最高速のDRAMを発表
3. ↑  後藤弘茂のWeekly海外ニュース PlayStation 3は256MBのXDR DRAMを搭載
4. ↑  エルピーダが世界初、×32ビット構成1GビットXDR DRAMを製品化